# Eriopyga fuscibarbata
Eriopyga fuscibarbata là một loài bướm đêm trong họ Noctuidae.